# Leucochlaena horhammeri
Leucochlaena horhammeri är en fjärilsart som beskrevs av Wagner 1931. Leucochlaena horhammeri ingår i släktet Leucochlaena och familjen nattflyn. Inga underarter finns listade i Catalogue of Life.